# 戦中派の死生観
『戦中派の死生観』（せんちゅうはのしせいかん）は、吉田満の随筆。吉田が病床にあった1979年（昭和54年）8月中旬から口述筆記で書かれ、死の3日前に完成した絶筆作品である。
初出は、同年の月刊誌『文藝春秋』1979年11月号に掲載され、翌1980年（昭和55年）2月5日には、これを表題作とした随筆・評論集が刊行された。

## 内容・あらまし
食道静脈瘤出血という思いがけない病に倒れた「私」（吉田満）は、数日間の意識朦朧の中、血を失う恐ろしさを味わったが、若かった頃の炎暑での絶食の飢渇よりも辛かったと思うのは、今現在取りかかっている仕事への気懸かりや家族の行く末の不安であった。また、連日の内科的治療の数々は初めての体験でかなり苦しいものもあるが、人間の苦痛の経験としては、かつての特攻体験には遙かに及ばないとも思った。
今度の発病を、「私」は自身の長年の不摂生による自業自得だと恥じ入り、心配をかけている老母にすまなさを感じた。「戦中派」の世代は、一度は捨てた命であるから、「戦後は付録」のようなもので、生死には恬淡だといわれるが、もしもそれが自分の健康の軽視を意味するのなら実に愚かなことだ。本来は、一度捨てた命だからこそ、本気で自分の命を大切にするべきではないのだろうか。そして死んだ仲間の分まで長生きしようではないか。
戦中派は、自分の身をあたかも虫けらのように扱うことを教え込まれ、戦中から敗戦にいたるまで「徹底的に肉体を酷使された世代」である。敗戦後の混乱からようやく立ち直った社会においては、「戦争協力者」の汚名をそそぐためひたすら身を粉にして働き、その肉体酷使の習性のまま、50歳を過ぎるとぽっくりと死んでしまう者が結構多く、「腹立たしいほど不器用な、馬鹿正直な男たち」である。
56歳の「私」はいまや、自分が特攻作戦に参加した22歳時の、父親の年齢をすでに2歳越え、「私」の息子はその時の「私」と同じ22歳である。そしてあの時の父の年齢になるまで生きてみて、青春の真最中に散った戦友たちの死の悲劇の意味が初めて分ったのである。生き残った我々の戦後の生活には、波瀾や挫折もあったが、彼らにはその一片も経験することはなかったのだ。
菊池寛の言葉で「故人老いず生者老いゆく恨かな」という名句があるが、「私」なら「恨かな」の部分を「痛みかな」と結んでみたい。慰霊祭の写真の中の彼ら戦死者の顔はいつまでも若く、生き残った我々が日に日に老いゆくにつれ、ますます若返る。同期会の会場で初老の我々の脳裡に鮮やかに立ち現れる彼らの童顔は、痛ましいほどに幼くて、その澄んだ眼が我々には眩いのである。
明治の詩人・山村暮鳥は、空にのんきに流れてゆく雲に「おおい雲よ」と呼びかける大らかな歌を吟じていたが、戦中派はそんなふうには呼びかけることはできず、ただ圧倒され、「来るべきものにひそかな期待を寄せながら、高い雲の頂きを仰ぎ見るのみ」である。

## 執筆背景
戦時中、学徒出陣により副電測士として戦艦大和に乗艦し天一号作戦（坊ノ岬沖海戦）に参加した吉田満は、米軍機に撃沈された大和から辛くも生還した体験記『戦艦大和ノ最期』を執筆して以降、日本銀行員の職務と執筆活動を並行しながら、戦中派・キリスト者としての数多くの随筆や評論を発表し、戦中・戦後の日本の問題点や非戦への思いを訴える言論活動を行なっていた
そうした活動の中、吉田は55歳となった年の1978年（昭和53年）の秋頃から身体の不調が続き、翌年1979年（昭和54年）7月30日に食道静脈瘤出血により厚生年金病院に緊急入院した。
吉田は入院中もいくつかの随筆を書き、それを妻・壽子が清書などしていたが、8月中旬からの「戦中派の死生観」は口述筆記となり、句読点や改行なども細かく指示をし、完成したのは死の3日前であった。吉田は、点滴が外されるわずかな時間に、横たわった状態で足を組み合わせた窪みに用紙を置いて、最後のチェックを終えて仕上げた。その頃は、体重が15㎏も痩せて骨が目立つほど衰えた身体であった。
長男・吉田望は、吉田がこの絶筆を妻に口述筆記させ添削をしていた様子や、退院後のスケジュールを口にして死を覚悟していたとは思えなかった様子を振り返るのと同時に、家庭人として良き父親であった吉田の戦友への鎮魂の深さに思いを馳せて、以下のように語っている。

## 随筆・評論集『戦中派の死生観』
1980年（昭和55年）2月5日に刊行された随筆・評論集『戦中派の死生観』には、表題作の本作の他、おもに昭和50年代の随筆など28篇が収録されており、吉田という人物の本質に触れるための格好の一冊となっている。
それらは、生前吉田が完本の準備のために書き留めていた目次の試案メモを生かした上で、そこにさらに戦後すぐに書かれた随筆や遺稿を含む晩年の随筆から、出版社や吉田の長男が何篇かを選んで纏めたものである。
吉田はこの本に収録されている随筆群の中で幾度も、「戦中派」とは戦死した戦友の存在を常に傍らに感じながら生き続けることを宿命とする者の謂いだと書き、それを「死者の身代りの世代」とも呼んで、「散華した仲間の代弁者として生き続けることによって、初めてその存在を認められる」と書いている。
様々な随筆・評論の中で、吉田は同世代の戦死者（林尹夫など）の言葉を、幾度も引用しているが、それらの引用は吉田自身の告白として同感しているものであり、彼らの言葉に強い想いで向き合っている態度が見られる。吉田にとっての執筆活動は、単に自身の内心を表現することではなく、むしろ、戦死した「死者との対話の記録」だったと、後年に若松英輔は考察している。

## おもな刊行本
- 『戦中派の死生観』（文藝春秋、1980年2月）
  - 収録作品：
I 「戦中派の死生観」「戦後日本に欠落したもの」「青年は何のために戦ったか」「戦中の青年たちは何を読んだか」「三島由紀夫の苦悩」「書いても書いても書いても…――古山高麗雄氏の戦地再訪記」「『戦艦大和ノ最期』をめぐって」「死者の身代りの世代」
II 「死・愛・信仰」「病床断想」「一兵士の責任」「異国にて」
III 「若者に兆す公への関心」「あすへの話題」「霊のはなし」
IV「ニューヨークの三島由紀夫」「黒地のネクタイ　吉田健一追悼」「めぐりあい――小林秀雄氏」「島尾さんとの出会い」「谷間のなかの日系二世」「映画『八甲田山』」「江藤淳『海は甦える』」「海軍という世界」「同期の桜」「青年の生と死」「伝説の中のひと」「伝説からぬけ出てきた男」「観桜会」
あとがき：吉田望（長男）「重過ぎる善意――父のこと」
- 『戦中派の死生観』（文春文庫、1984年8月）、電子出版・2012年5月
  - 解説：山本七平
  - 収録作品：同上
- 『戦中派の死生観』（文春学藝ライブラリー、2015年8月）
  - 解説：若松英輔
  - 収録作品：同上
- 『「戦艦大和」と戦後――吉田満文集』（ちくま学芸文庫、2005年7月）
  - 編・解説：保阪正康
  - 収録作品：「戦艦大和ノ最期」「『戦艦大和ノ最期』初版あとがき」「『戦艦大和ノ最期』決定稿に寄せて」「『鎮魂戦艦大和』あとがき」「『鎮魂戦艦大和』文庫版に寄せて」「『戦艦大和ノ最期』初出テクスト」「『戦艦大和ノ最期』をめぐって」「死を思う」「死・愛・信仰」「異国にて」「戦争協力の責任はどこにあるのか」「一兵士の責任」「戦中派の求める平和」「散華の世代」「戦没学徒の遺産」「海軍という世界」「青年は何のために戦ったか」「平和への一歩」「書いても書いても書いても…――古山高麗雄氏の戦地再訪記」「戦後日本に欠落したもの」「死者の身代りの世代」「戦中派の死生観」